# 双龙站 (咸镜北道)
雙龍站（韓語：쌍룡역）是朝鮮民主主義人民共和國咸镜北道金策市雙龍洞的一個鐵路車站，属于平罗线。

## 邻近车站
平罗线
晩春站 - 雙龍站 - 金策站